# Vroege dwergspanner
De vroege dwergspanner (Eupithecia lanceata) is een nachtvlinder uit de familie van de spanners (Geometridae). 

## Kenmerken
De voorvleugellengte bedraagt tussen de 8 en 11 mm. De basiskleur van de voorvleugel is grijsbruin, met een donkerder roodbruine middenband. In de middenband is de middenstip van de voorvleugel zichtbaar. De achtervleugel is lichtgrijs. Langs de vleugelranden loopt een onderbroken bruine lijn.

## Levenscyclus
De vroege dwergspanner gebruikt fijnspar en europese lork als waardplanten. De rups is te vinden in juni. De soort overwintert als pop. Er is jaarlijks een generatie die vliegt in april en mei.

## Voorkomen
De soort komt verspreid voor over een groot deel van het Palearctisch gebied, met uitzondering van het zuiden. De vroege dwergspanner is in Nederland en België een zeer zeldzame soort. De habitat is naaldbos.